# Ștefănești (Argeș)
Ștefănești è una città della Romania di 13 914 abitanti, ubicata nel distretto di Argeș, nella regione storica della Muntenia.